# 구라하시역
구라하시역(일본어: 倉橋駅, くらはしえき 쿠라하시에키[*])은 일본 지바현 아사히시에 위치한 동일본 여객철도의 철도역이다.

## 역 구조
단식 승강장으로 1면 1선의 지상역이며, 저상 승강장이다. 개업 시부터 계속 무인역이었다. 조시 역의 관할권에 속해 있다. 승차역 증명서 발매기, 스이카의 사용이 가능한 간이 개찰구가 구비되어 있다.

## 역사
- 1960년 6월 1일 - 일본국유철도의 역으로서 개업하였다.
- 1987년 4월 1일 - 민영화에 따라 동일본 여객철도의 소속이 되었다.
- 2009년 3월 14일 - 스이카의 사용이 가능해졌으며, 도쿄 근교 구간 요금제가 적용되기 시작하였다.

## 인접정차역
| ■ 동일본 여객철도 소부 본선 | ■ 동일본 여객철도 소부 본선 | ■ 동일본 여객철도 소부 본선 |
| --------------------------- | --------------------------- | --------------------------- |
| 이오카 지바 방면            | 보통                        | 사루다 조시 방면            |